# Bni Gmil
Bni Gmil est une commune rurale de la province d'Al Hoceïma, dans la région Tanger-Tétouan-Al Hoceïma, au Maroc.

## Géographie
Bni Gmil est à une distance à vol d'oiseau de près de 48 km de la ville d'Al Hoceïma, chef-lieu de sa province d'appartenance. Son code géographique est 01.051.03.01.
|                                   | mer Méditerranée                                     |                                     |
| M'Tioua (province de Chefchaouen) | Bni Gmil                                             | Bni Boufrah (province d'Al Hoceïma) |
|                                   | Bni Gmil Maksouline et Zarkt (province d'Al Hoceïma) |                                     |

## Toponymie
Le nom en arabe de Bni Gmil est بني جميل.

## Histoire
Depuis le passage de 16 à 12 régions en 2015, Bni Gmil, tout comme sa province d'appartenance, ne fait plus partie de la région Taza-Al Hoceïma-Taounate — disparue — mais de la région Tanger-Tétouan-Al Hoceïma.

## Démographie
Lors du recensement de 2014, Bni Gmil avait une population de 9 513 habitants répartis dans 1 444 ménages.

## Administration et politique
Dans le cadre de la décentralisation, la commune de Bni Gmil relève de la province d'Al Hoceïma, dans la région Tanger-Tétouan-Al Hoceïma. Dans le cadre de la déconcentration en milieu rural de la province d'Al Hoceïma, elle dépend, ainsi que les communes de Bni Boufrah, Bni Gmil Maksouline et Senada, du cercle de Bni Boufrah.
Le président du conseil communal est Messoud Akka, du Parti Authenticité et Modernité (PAM), dont le mandat de six ans s'étend jusqu'en 2021.